# Ruben Alves

Ruben Alves em 2020.

Ruben Alves (Paris, 9 de janeiro de 1980) é um ator, argumentista e cineasta luso-francês. 
Produziu o filme A Gaiola Dourada, que escreveu e dirigiu.

## Família
A sua mãe, Fátima Barreira Alves, é porteira em Paris, num edifício junto aos Campos Elísios. Ruben Alves cresceu neste edifício, onde viveram actores, produtores e realizadores.